# Thagria cheesmanae
Thagria cheesmanae är en insektsart som beskrevs av Nielson 1977. Thagria cheesmanae ingår i släktet Thagria och familjen dvärgstritar. Inga underarter finns listade i Catalogue of Life.